# Philippo Scolari

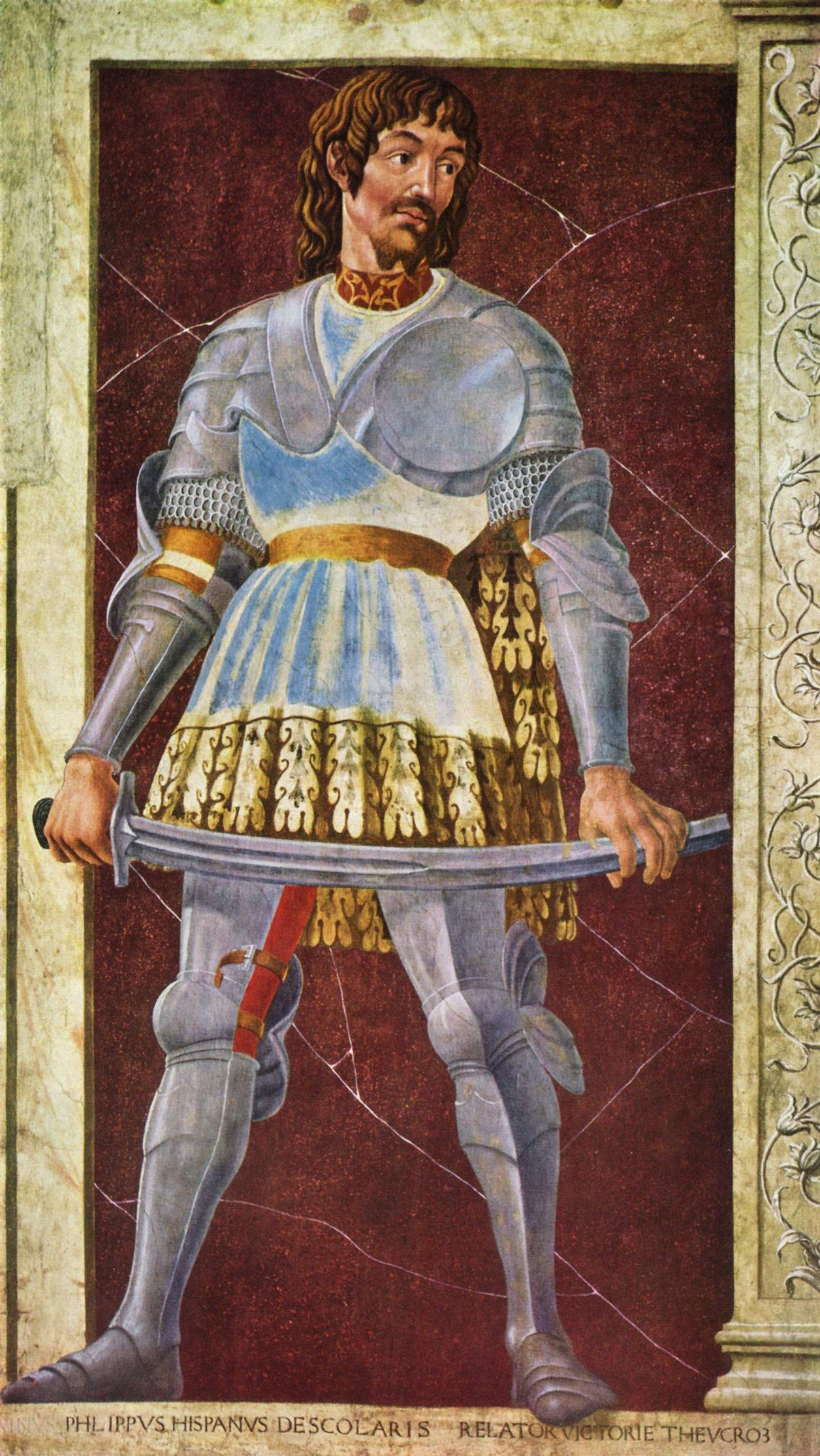
Philippo Scolari alias Pipo von Ozora, dargestellt von Andrea del Castagno (um 1450)

Philippo Scolari, Filippo Buondelmonti degli Scolari, Pipo aus Ozora (Ozorai Pipo); (* 1369; † 27. Dezember 1426), war ein italienischer Condottiere, ungarischer Heerführer und Banus von Temesvár.
Philippo Buondelmonti degli Scolari entstammte der florentinischen Adelsfamilie Buondelmonti, in einigen älteren Quellen wurde er daher auch als Pipo von Florenz bezeichnet. Durch die Heirat mit dem letzten aristokratischen Abkömmling der Familie Ozorai András im Jahre 1399, wurde Philippo Scolari als Pipo aus Ozora bekannt. Zu jener Zeit war Philippo als junger, talentierter Heerführer König Sigismunds hoch angesehen. Auch wurde Philippo in verschiedenen Quellen mehrfach als Mitglied des von Sigismund im Jahre 1408 gegründeten Drachenordens genannt. Unter seiner Leitung fand im Jahre 1411 der Kampf um die norditalienischen Gebiete statt, die Sigismund zurückerobern wollte. Diese Angriffe scheiterten jedoch bereits in Treviso. Ab 1420 engagierte er sich als Feldherr in den Hussitenkriegen.
Philippo starb im Jahre 1426.

## Rezeption
Heinrich Manns 1903 geschaffene Novelle Pippo Spano ist eine Hommage an den „Türkensieger“.